# Алидад
Алидад или окретна табла је уређај који омогућава једној особи да види далеки објекат користећи видно поље за извршавање неког задатка. Овај задатак може да буде, на пример: да бисте нацртали линију на мензули у правцу објекта или за мерење угла на објекту са неке референтне тачке. Мерени углови, могу бити хоризонтални, вертикални или у било којој друго равни.
Алидад је првобитно био део бројних научних и астрономски инструмената. У једном периоду, поједини алидади, посебно они који се користе на степенастим круговима називани су „диоптери”. Са развојем модерне технологије, име се примењује за све вртсе алидада.

## Порекло
Реч на арапском (арап. الحلقة العضدية ал -ʿ ђ̣удиyyах, "владар"), означава исти уређај. На грчком и латинском, користе се и називи грч. διοπτρα, "диоптра" и лат. linea fiduciae, "линија поверења".
Најранији алидади су се састојали од траке, лењира или сличне компоненте са прорезом на сваком крају. Сваки прорез (ткђ. и пинула) има рупу, отвор или други просек кроз који се могу посматрати објекти. Може бити и показивач или показивачи који на скали показују позицију. Алидади су направљени од дрвета, слоноваче, месинга и других материјала.

## Модерни типови алидада
- Алидад је део теодолитa, који се ротира око вертикалне осе, а то носи хоризонталне осе око кога телескоп (или визир) претвара горе или доле.
- У секстанту алидад је ротирајућа рука са огледалом и индексима степенастог круга у вертикалној равни. Данас се то најчешће зове индекс руке.
- Алидад табле се дуго користе у торњевима за уочавање локација где је шумски пожар. Топографска мапа локалне области, је оријентисана, центрирана и трајно монтирана на поравнатој кружној табли са калибрисаним луком према географском северно и израђена је у степенима. Да би одредио положај потенцијалног пожара, корисник гледа кроз две осматрачнице и прилагођава их док не утврди извор дима[3].